# Falling in Reverse
Falling in Reverse és un grup de post hardcore nord-americà creat el 2008 per l'exvocalista d'Escape The Fate, Ronnie Radke. El grup va llançar el seu primer àlbum, The Drug In Me Is You, el 26 de juliol del 2011, el qual va aconseguir la posició 19 al Billboard 200, venent 18.000 còpies en la primera setmana.

## Discografia

### Àlbums
- The Drug In Me Is You (Epitaph Records, 2011)
- Fashionably Late (Epitaph Records, 2013)
- Just Like You (Epitaph Records, 2015)
- Coming Home (Epitaph Records, 2017)

Timeline